# هانس فرايز
هانس فرايز هو رسام سويسري، ولد في 1465 في فريبورغ في سويسرا، وتوفي في 1520 في برن في سويسرا.